# Snåltorp (naturreservat)
Snåltorp är ett naturreservat i Region Gotland på Gotland.
Området är naturskyddat sedan 1954 och är 1 hektar stort. Det består av öppen mark på en udde söder om Tofta.  